# Муратова Софія Іванівна
Софія Іванівна Муратова (Подуздова) (13 липня 1929, Ленінград — 25 вересня 2006, Москва) — радянська гімнастка, дворазова олімпійська чемпіонка, триразова чемпіонка світу, заслужений майстер спорту СРСР, заслужений тренер СРСР.
1. 1 2 3  Olympedia — 2006.